# Totontepec Villa de Morelos
Totontepec Villa de Morelos là một đô thị thuộc bang Oaxaca, México. Năm 2005, dân số của đô thị này là 4780 người.